# 아라곤의 마리아
아라곤의 마리아(스페인어: María de Aragón, 카탈루냐어: Maria d'Aragó i de Castella, 포르투갈어: Maria de Aragão e Castela, Rainha de Portugal, 1482년 6월 29일 ~ 1517년 3월 7일)은 포르투갈 국왕 마누엘 1세의 두 번째 왕비이다. 아라곤 왕 페란도 2세와 카스티야 여왕 이사벨 1세 사이에서 태어난 셋째딸로, 아라곤의 후아나의 동생이자 아라곤의 캐서린의 언니이다. 남편 마누엘 1세는 본래 마리아의 큰언니 이사벨의 남편이었지만 1498년 이사벨이 죽자, 처제인 마리아와 결혼했다. 마리아는 마누엘 1세와의 사이에서 10명의 자녀를 낳았고 1517년 죽었다. 마누엘 1세는 마리아의 조카(후아나의 딸) 레오노르 데 아우스트리아와 재혼했다.

## 가계
- 부 : 페란도 2세
- 모 : 이사벨 1세
- 언니 : 이사벨
- 언니 : 아라곤의 후아나
  - 형부 : 카스티야의 펠리페 1세
    - 조카 : 레오노르 데 아우스트리아
    - 조카 : 카를 5세(신성 로마 제국의 황제)
    - 조카 : 이사벨 데 아우스트리아(스웨덴 왕비)
    - 조카 : 페르디난트 1세(신성 로마 제국의 황제)
    - 조카 : 마리아 폰 외스터라이히(헝가리 왕비)
    - 조카 : 카탈리나 데 아우스트리아(훗날 아들 주앙 3세와 결혼해서 며느리가 되었다)
- 동생 : 아라곤의 캐서린(잉글랜드 왕비)
  - 제부 : 헨리 8세
    - 조카 : 메리 1세

- 남편(이자 형부) : 마누엘 1세
  - 주앙 3세(1502~1557) 포르투갈 국왕
  - 이사벨(1503~1539) 신성 로마 제국의 황후
    - 펠리페2세 (1527~1598) 스페인과 포르투갈 국왕.
    - 마리아 (1528~1603) 막시밀리안 2세의 사촌이자 아내.
    - 페르디난드 (1530)
    - 후아나 (1535~1573) 포르투갈 왕자 주앙 마누엘의 사촌 겸 아내이자 포르투갈의 세바스티앙 1세의 어머니.
    - 후안(1539)

  - 베아트리스(1504~1538) 사보이 공작 부인
  - 루이스(1506~1555) 베자 공작
    - 안토니우(1531~1595) 크라투 수도원장(António, Prior of Crato) 혹은 포르투갈 국왕 안토니우 1세

  - 페르난두(1507~1534) 구아르다 공작
  - 아폰수(1509~1540) 추기경
  - 마리아(1511~1513)
  - 엔리케(1512~1580) 추기경
  - 두아르테(1515~1540)
  - 안토니오